# Giải quần vợt Estoril Mở rộng 2019
Giải quần vợt Estoril Mở rộng (còn được biết đến với Millennium Estoril Open vì lý do tài trợ) là một giải quần vợt nam chuyên nghiệp thi đấu trên mặt sân đất nện ngoài trời. Đây là lần thứ 5 Giải quần vợt Estoril Mở rộng được tổ chức, và là một phần của ATP World Tour 250 của ATP Tour 2019. Giải đấu diễn ra tại Clube de Ténis do Estoril ở Cascais, Bồ Đào Nha, từ ngày 29 tháng 4 đến ngày 5 tháng 5 năm 2019.

## Nội dung đơn

### Hạt giống
| Quốc gia | Tay vợt             | Xếp hạng1 | Hạt giống |
| -------- | ------------------- | --------- | --------- |
| GRE      | Stefanos Tsitsipas  | 8         | 1         |
| ITA      | Fabio Fognini       | 12        | 2         |
| FRA      | Gaël Monfils        | 19        | 3         |
| BEL      | David Goffin        | 22        | 4         |
| SRB      | Dušan Lajović       | 24        | 5         |
| AUS      | Alex de Minaur      | 26        | 6         |
| ESP      | Pablo Carreño Busta | 29        | 7         |
| Hoa Kỳ   | Frances Tiafoe      | 30        | 8         |

- Bảng xếp hạng vào ngày 22 tháng 4 năm 2019.

### Vận động viên khác
Đặc cách:
- Pablo Carreño Busta
- David Goffin
- Pedro Sousa

Miễn đặc biệt:
- Filip Krajinović

Vượt qua vòng loại:
- Salvatore Caruso
- Alejandro Davidovich Fokina
- João Domingues
- Alexei Popyrin

Thua cuộc may mắn:
- Filippo Baldi
- Pablo Cuevas

### Rút lui
- Kevin Anderson → thay thế bởi  Hugo Dellien
- Filip Krajinović → thay thế bởi  Pablo Cuevas
- Fabio Fognini → thay thế bởi  Filippo Baldi
- Jaume Munar → thay thế bởi  Nicolás Jarry
- Cameron Norrie → thay thế bởi  Guido Andreozzi

### Bỏ cuộc
- John Millman

## Nội dung đôi

### Hạt giống
| Quốc gia | Tay vợt        | Quốc gia | Tay vợt          | Xếp hạng1 | Hạt giống |
| -------- | -------------- | -------- | ---------------- | --------- | --------- |
| Hoa Kỳ   | Rajeev Ram     | GBR      | Joe Salisbury    | 41        | 1         |
| JPN      | Ben McLachlan  | NED      | Matwé Middelkoop | 69        | 2         |
| ARG      | Leonardo Mayer | POR      | João Sousa       | 90        | 3         |
| NZL      | Marcus Daniell | NED      | Wesley Koolhof   | 95        | 4         |

- Bảng xếp hạng vào ngày 22 tháng 4 năm 2019.

### Vận động viên khác
Đặc cách:
- João Domingues /  Pedro Martínez
- Gastão Elias /  Pedro Sousa

Thay thế:
- Guido Andreozzi /  Hugo Dellien
- Tiago Cação /  Fred Gil

### Rút lui
Trước giải đấu
- John Millman (Chấn thương chân trái)
- Pedro Sousa (Chấn thương chân trái)

Trong giải đấu
- Reilly Opelka (Đau lưng)

## Nhà vô địch

### Đơn
- Stefanos Tsitsipas đánh bại  Pablo Cuevas, 6–3, 7–6(7–4)

### Đôi
- Jérémy Chardy /  Fabrice Martin đánh bại  Luke Bambridge /  Jonny O'Mara, 7–5, 7–6(7–3)